# Pin (electrónica)

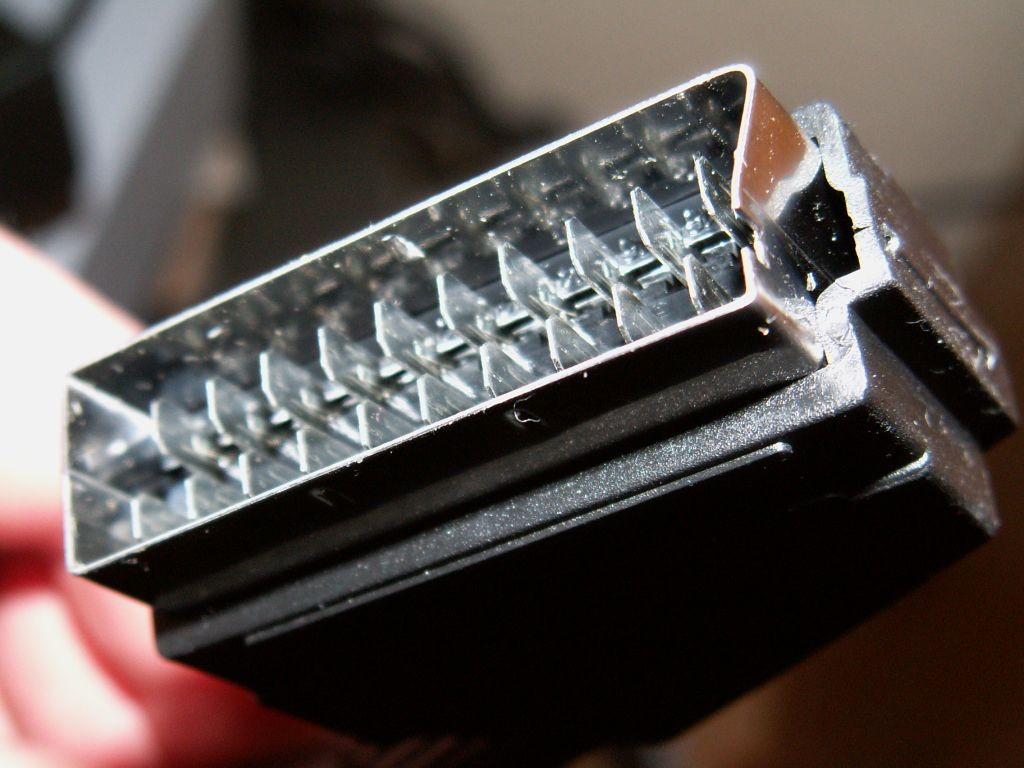
Pines de un Conector del tipo Euroconector.

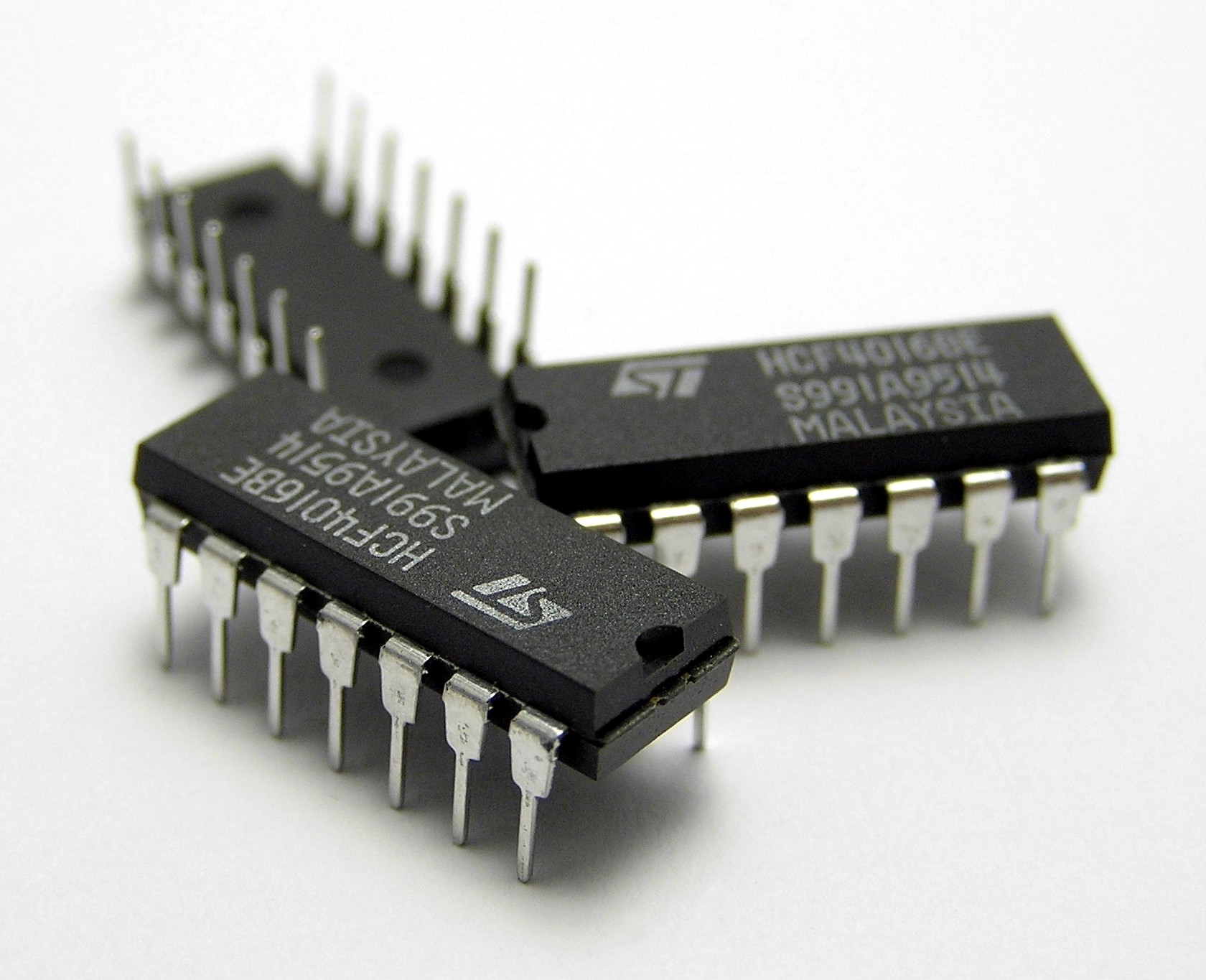
Pines de un circuito integrado (patillas plateadas).

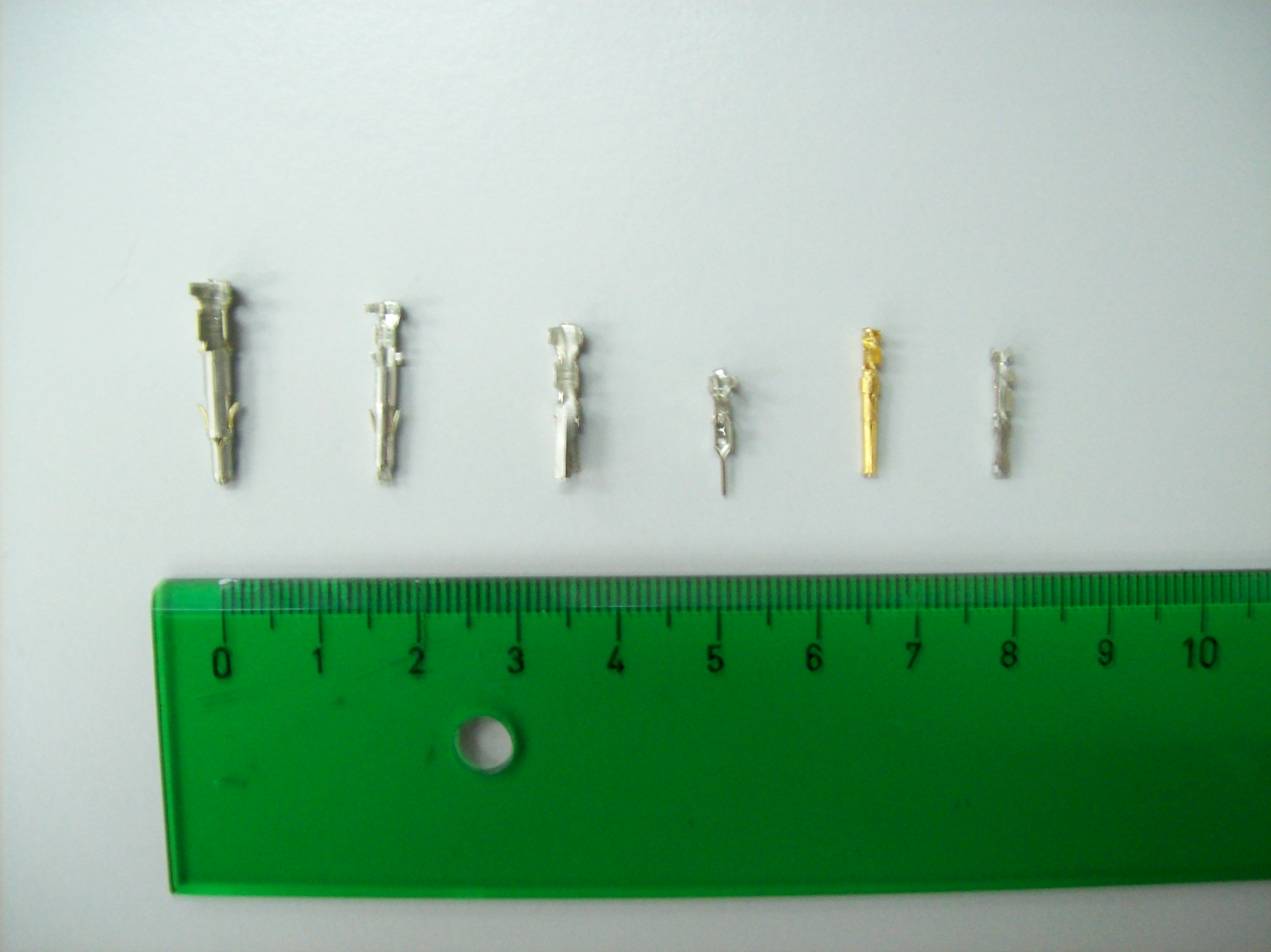
Diferentes pines para cableado.

En electrónica, se denomina pin, palabra inglesa que significa «clavija», a la terminal o patilla de cada uno de los contactos metálicos de un conector o de un componente fabricado de un material conductor de la electricidad. Estos se utilizan para conectar componentes sin necesidad de soldar algo, de esta manera se logra transferir electricidad e información.
Para determinar la misión de cada uno de los pines de un dispositivo, se deberán consultar sus respectivas hojas de datos o datasheet.